# Godó (sacerdot norrè)

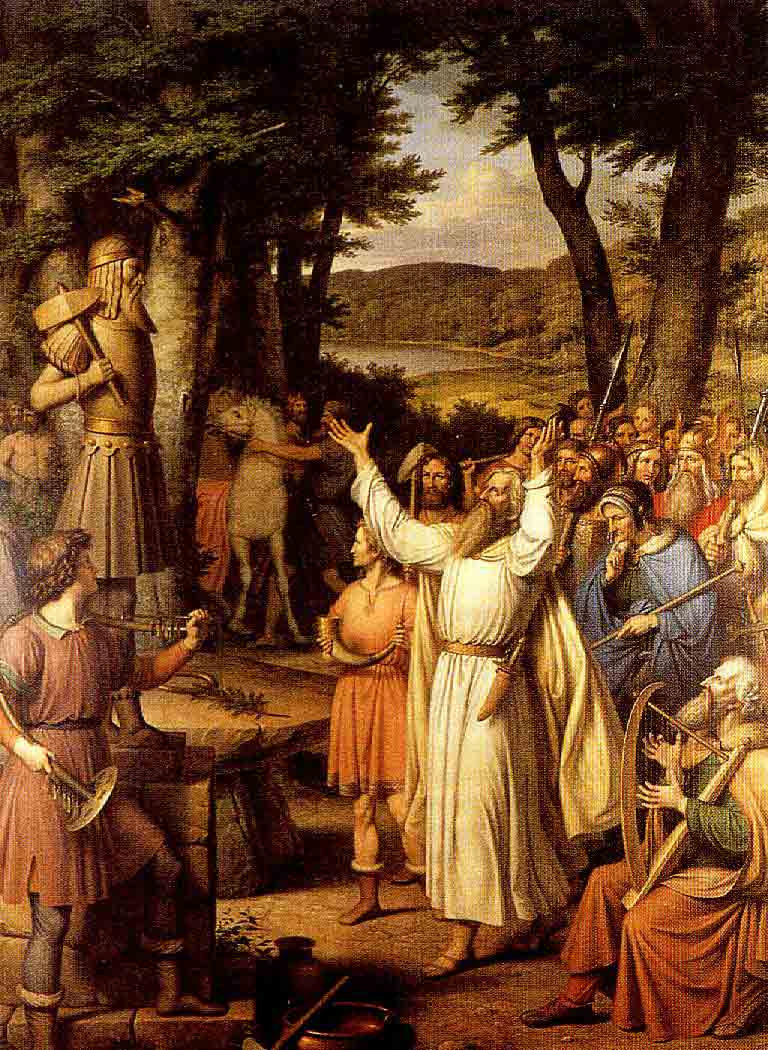
Imatge d'un godó i el seu poble encapçalant un sacrifici a Tor, de J. L. Lund

Godó (del nòrdic antic: goði, (pl.) goðar, (f.) gyðja) és un terme que identifica un sacerdot i cabdill tribal a l'Escandinàvia precristiana. El bisbe arrià Úlfilas esmenta el terme en el seu Codex argenteus en idioma gòtic com a gudja, i l'equipara a sacerdot, però en nòrdic antic gyðja correspon només al sacerdoci femení en la seva forma gòtica.En català, la forma femenina és gúdia.
A Escandinàvia, sobreviuen testimonis en idioma protonòrdic de la forma gudija en pedres rúniques com la catalogada N KJ65 O a la rundata, i en nòrdic antic a la pedra rúnica de Glavendrup (DR 209) i pedra rúnica d'Helnæs (DR190), ambdues de Dinamarca. Hi ha alguns llocs, com Gudby a Södermanland, Suècia, l'origen dels quals probablement està vinculat als godi.
No hi ha altres testimonis històrics llevat d'Islàndia en què el qualificatiu godó hagi tingut un significat propi. El perfil dels godons apareix en les sagues nòrdiques com a cap visible, religiós, polític i judicial, en la seva zona d'influència, districte, també dit godonat (nòrdic antic: goðorð). El godó, però, no era un cap territorial; més aviat era líder de diversos grups d'interès que contínuament feien plets o negociaven per afavorir el seu estatus. A la Islàndia precristiana, els temples pagans pertanyien i eren mantinguts de manera privada per un hofgoði o sacerdot del temple. Van ser part important en el sistema polític islandès, fins i tot molt després de la introducció del cristianisme. El seu nombre, il·limitat en un principi, es va fixar més tard cap a l'any 964 en tres per cada districte judicial, nombre que es va incrementar en els primers anys del segle xi.
La jerarquia d'un godonat era hereditària i comprometia el clan familiar, encara que no necessàriament havia de passar al fill primogènit. El godonat podia ser comprat, compartit, i fins i tot regalat.
Aquesta autoritat va desaparèixer cap al 1262, quan l'Estat Lliure d'Islàndia es va incorporar a la corona de Noruega.

## Neopaganisme
El terme goði es fa servir sovint com un títol sacerdotal entre els creients del neopaganisme germànic, especialment el corrent Ásatrú.